# Botkyrka landskommun
Botkyrka landskommun var en tidigare kommun i Stockholms län.

## Administrativ historik
När 1862 års kommunalförordningar började gälla inrättades denna kommun i Botkyrka socken i Svartlösa härad i Södermanland. 
I kommunen inrättades 28 oktober 1904 Tumba municipalsamhälle som upplöstes med utgången av 1956.
Kommunreformen 1952 påverkade inte Botkyrka kommun, som kvarstod som egen kommun fram till 1971, då den genom sammanläggning blev en del av Botkyrka kommun.
Kommunkoden var 0227, från 1968 0127.

### Kyrklig tillhörighet
I kyrkligt hänseende tillhörde kommunen Botkyrka församling.

## Kommunvapnet
Blasonering: I rött fält en stående med gloria försedd Sankt Botvidsbild av guld, hållande i högra handen en yxa och i den vänstra en fisk, båda av silver.
Botkyrka kyrka är helgad åt S:t Botvid, som lär vara begravd där. Därför hamnade han på Botkyrkas vapen, när ett sådant fastställdes 1954. Det registrerades i PRV 1974. 

## Geografi
Botkyrka landskommun omfattade den 1 januari 1952 en areal av 89,39 km², varav 81,73 km² land. Efter nymätningar och arealberäkningar färdiga den 1 januari 1955 omfattade landskommunen den 1 januari 1961 en areal av 89,53 km², varav 83,23 km² land.

### Tätorter i kommunen 1960
| Tätort           | Folkmängd |
| ---------------- | --------- |
| Tumba, del av    | 6 041     |
| Tullinge, del av | 4 348     |
| Norsborg         | 263       |
| Fittja, del av   | 119       |

Tätortsgraden i kommunen var den 1 november 1960 91,8 procent.

## Politik

### Mandatfördelning i valen 1938-1966
| 19 | 3 | 3 | 5 |

| 27 |

|  | 21 | 3 | 5 |

| 26 |

| 3 | 18 | 5 | 4 |

| 26 |

|  | 18 | 8 | 3 |

| 25 | 5 |

| 2 | 17 | 7 | 4 |

| 24 | 6 |

|  | 16 | 2 | 5 | 6 |

| 25 | 5 |

|  | 22 | 2 | 9 | 6 |

| 33 | 7 |

| 3 | 18 | 2 | 11 | 6 |

| 32 | 8 |